# ラウンドカラー
ラウンドカラー（ソフトカラー）は、襟カラーの未装着、つまりノーカラーの対策として考え出された学生服と一体になった襟カラーの一種である。

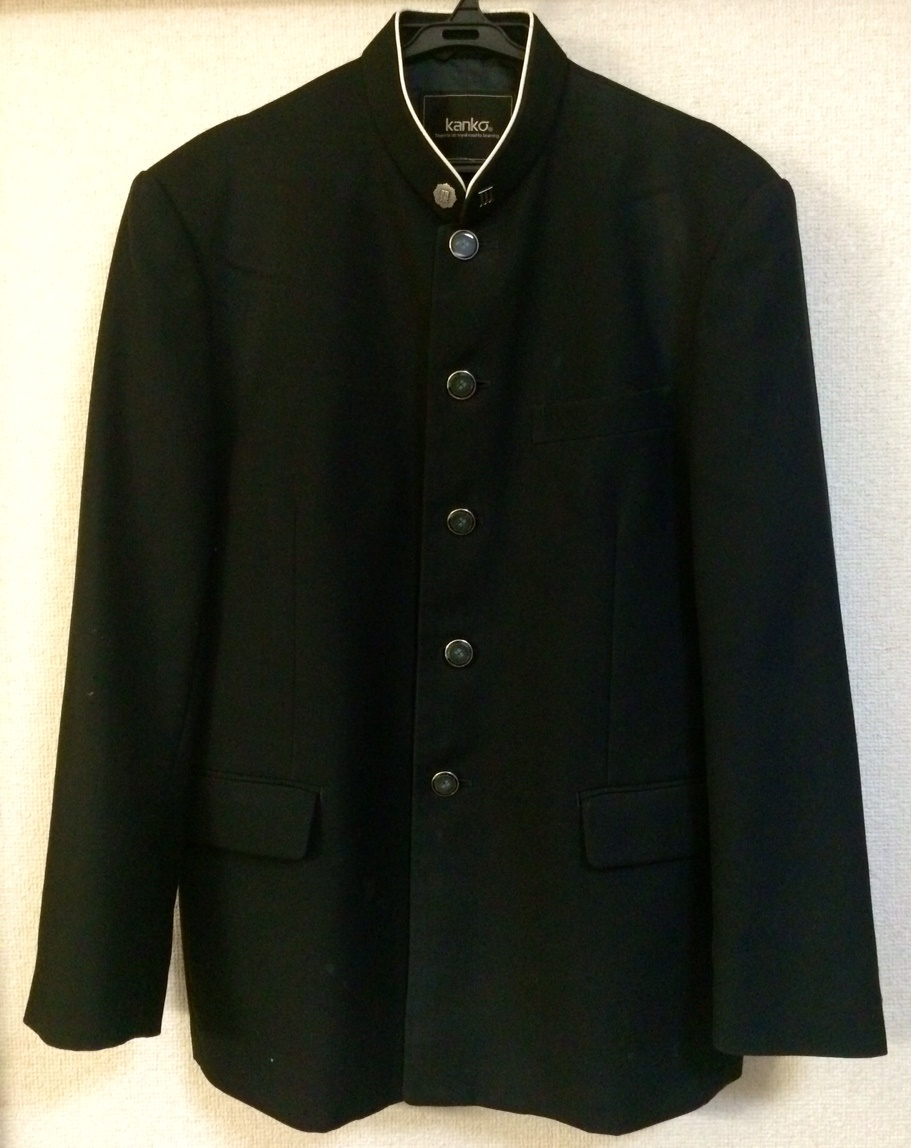
ラウンドカラータイプの学生服。襟カラーが無くなり、一体型となった。

## 概要
- 本来、学生服の襟元の汚れを守る為のカラーであるが、カラー装着の煩わしさや窮屈感から、ノーカラーで学生服を着用する学生が増えた為、その対策として1980年代終盤から1990年代初頭に考え出された。
- その後、着用感の高さから普及が進みプラスチック製襟カラーにとって代わることとなり、2010年代には学生服メーカーでもプラスティック製襟カラーを廃番とする動きが現れた。2021年にはプラスチック製襟カラーを製造していた日本国内唯一の工場での生産が終了した。ラウンドカラーの普及および詰襟の制服を使う学校の減少から需要が激減していることも原因として挙げられている[1]。

## 特徴
- 襟カラー装着の煩わしさが無く、襟の前のホックを丸くし1つにしたことで、幾分窮屈感は緩和されることとなった。

## 問題点
- 襟カラーと一体化したことで、本来の襟元の汚れから守ると言うのがあまり意味を持たなくなり、どちらかと言えば飾りに近くなったことで、襟元の汚れを直接服につけることになり、不潔感が否定できない。又、金属で出来ている校章や学年章、襟章などで擦れて生徒の負担をかける事も多く、特に金属アレルギーの生徒にはかなりの重負担になる。複数つける学校では、その負担率が増す。その為、ラウンドカラーを認めない学校や推奨しない学校もある。